# پیوجت ساند
دریاراه پیوجت (انگلیسی: Puget Sound) دریاراهی در امتداد ساحل غربی ایالت واشینگتن می‌باشد. این دریاراه ساحل غرب سیاتل را تشکیل می‌دهد.